# Kynos Aljaba
El Kynos Aljaba es un tractocamión pesado fabricado en España para usos militares. Existen dos versiones, la primera con capacidad todoterreno (8×8), y otra posterior, 6×6, denominada K15-100.

## Operadores
España

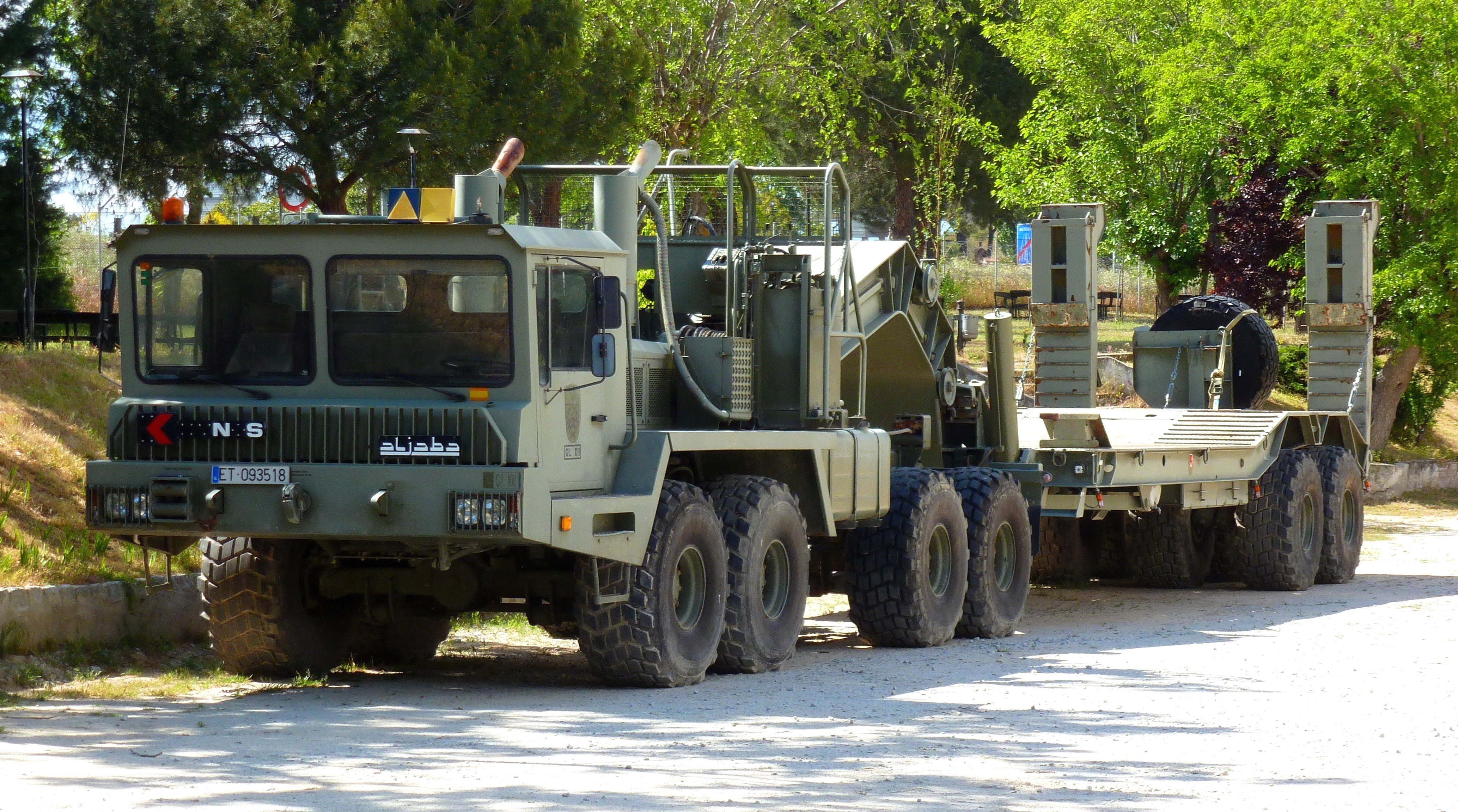
Kynos Aljaba 8×8 del E. T.

- Ejército de Tierra. Versiones 6×6 y 8×8.
- Infantería de Marina. Versiones 6×6 y 8×8.

 Sudáfrica
- Ejército de Tierra. Versión 8×8. Designados localmente como "SHE Cavallo".[2]

### Listas relacionadas
- Anexo:Materiales del Ejército de Tierra de España
- Anexo:Materiales históricos del Ejército de Tierra de España desde la posguerra
- Anexo:Materiales de la Infantería de Marina Española